# Campolide
Campolide est une freguesia (paroisse civile) et un district de Lisbonne, la capitale du Portugal. Situé dans le centre de Lisbonne, Campolide se trouve à l'ouest d'Avenidas Novas, au nord de Campo de Ourique, à l'est de Benfica et au sud de São Domingos de Benfica. En 2011, sa population était de 15 460 habitants,.

## Histoire
Campolide a été le théâtre d'une importante bataille le 5 septembre 1833, lorsque les forces de Michel Ier ont attaqué celles de Pierre IV, alors que ce dernier tentait de reprendre à son frère le contrôle du Portugal.
Campolide est devenue une freguesia de Lisbonne le 7 février 1959.

## Patrimione
- Aqueduc des Eaux Libres
- Mosquée centrale de Lisbonne
- Université nouvelle de Lisbonne
- Palácio da Justiça
- Établissement pénitentiaire de Lisbonne